# Kanyampene
Kanyampene är ett periodiskt vattendrag i Burundi.   Det ligger i provinsen Ruyigi, i den centrala delen av landet, 120 kilometer öster om huvudstaden Bujumbura.
Omgivningarna runt Kanyampene är en mosaik av jordbruksmark och naturlig växtlighet. Runt Kanyampene är det ganska tätbefolkat, med 111 invånare per kvadratkilometer.